# 堀田修
堀田 修（ほった おさむ）は、海外のラリーレイドというカテゴリのモータースポーツにバイクにて参戦し、好成績を残す。職業はITエンジニアとして個人や企業で働く、休日はモトクロスやBMX等で練習を積む人物である。FIM 世界ラリーレイド選手権やダカール・ラリーのオートバイ部門にて活動するライダー。

## 来歴
- 千葉県八千代市生まれ。 父が自動車整備業を営んでいた為、幼い頃より機械や乗り物に触れる。八千代市立八千代台小学校、八千代市立八千代台西中学校、千葉県立八千代東高等学校と進学。
- 16歳の時バイクに出会う。原付バイクで砂浜を走りオフロードの楽しさを知る。千葉大学工学部機械工学科へ入学、バイクサークルに所属し、18歳にて初レース。その後エンデューロやモトクロスへ出場、レース活動を活発化させる。大学卒業後、システムエンジニアとして勤務。
- 国内のラリーレイドを経験し、1999年海外ラリーへ初出場。その後、いくつかのクロスカントリーラリー・ワールドカップに出場しつつ、ダ・カールラリーに2002年・2004年・2006年に出場し好成績にてフル完走[4]。
- その後、オフロードモーターサイクル業界にて、フォトジャーナリスト・インプレッションライダーなどとして、メディアとしてはオフロードバイク誌「GARRRR(ガルル)」やオフロードバイク誌「BACKOFF(バックオフ)」を始めとする各種オートバイ雑誌にコンテンツを提供[5]。
- 上記と並行して、ITエンジニアとして、日本国内および日本国外の企業や個人や国家機関に対して各種ITサポートを提供している[6]。
- 2025年現在 エチオピア在住。

## ラリーレーサー詳細
- 1990年 免許取得　初めてバイクに乗る。オフロードに目覚める。
- 1992年 初レース、エンデューロレース出場。
- 1995年 ロシアンラリー ・完走。
- 1996年 日石ツ-ルド・ブルーアイランド ・総合41位。
- 1999年 オーストラリアンサファリ 1999 FIA公認400ccマラソンクラス2位 / 総合13位
  - 初の海外ラリー、致命的なエンジンの不具合をフォローし無事ゴール。
  - 日本とのスケールの違いを感じる。トラブルを抱えながらも日本人の中では2番目の好成績。
- 2000年 FIMクロスカントリーラリー世界選手権 最終戦UAE デザートチャレンジ 2000 ・ 400ccクラス2位 / 総合20位
  - 壮大な砂丘を前に不安があったが、満喫し走ることが出来き、砂丘に魅力を感じる。
  - 日本人としては過去最高位の成績。世界のレベルを身をもって学ぶ。
- 2000年 MFJ モトクロス国際B級 昇格
- 2001年 FIMクロスカントリーラリー世界選手権 最終戦、UAE デザートチャレンジ 2001 ・ リタイヤ
  - 総合10位以内の順位を残す手ごたえはあったものも、トラブルが続きリタイア。
- 2002年 パリ・ダカールラリー2002　400ccクラス3位 / 総合31位
  - レース前半、風邪で高熱が続く中、400ccクラスのステージ優勝を飾り、クラストップ争いを繰り広げた。
  - 後半、体調不良やクラッシュが重なりペースが乱れ厳しいレースとなった。
  - 過酷な環境の中で自分の弱点を知る。厳しい状況ながらも、日本人の参加者としては2番目の好成績を収める。
- 2003年 MFJ 全日本モトクロス選手権 国際B級クラス 参戦
- 2003年 UAEデザートチャレンジ 出場 リタイヤ
  - レース最終日の前日、大クラッシュにより負傷、骨折した上に記憶までも失っていたが、持ち前の精神力でその日のレースはゴール。翌日、ドクターストップによりリタイヤ。
- 2004年 パリ・ダカールラリー 出場 451cc以上クラス20位 総合50位
  - 例年になく非常に厳しい大会であった。2日間のステージがキャンセルされる程の過酷なレースであった。レース前半からリタイヤ者が続出する中、自分のペースを維持し続けダカールにゴールした。日本人ライダー8人が出場の中、ただ一人完走を果たした。
- 2004年 FIMクロスカントリーラリー世界選手権 第5戦 UAEデザートチャレンジ2004 出場 市販車無改造クラス7位 総合14位
  - 日中気温46℃の砂漠で過酷なレースとなった。無欲でレースに臨み、最後までベストコンディションを維持、レースを走りきった。最終ステージで9位を獲得、市販車無改造クラス7位・総合順位14位でゴールを迎えた。
- 2004年　FIMクロスカントリーラリー世界選手権オープンクラス 年間ランキング 20位
- 2006年 パリ・ダカールラリー 出場 市販車451cc以上クラス3位 総合37位
  - 計画通りに行われ、ナビゲーション面でも難易度をアップさせた厳しい大会となった。
  - 三度目の出場となれば慣れたもので、コンディションを維持しトラブルもミスコースも最小限に抑え、順調な走りでゴールした。